# Talbotiomyces calosporus
Talbotiomyces calosporus är en svampart som först beskrevs av P.H.B. Talbot, och fick sitt nu gällande namn av Vánky, R. Bauer & Begerow 2007. Talbotiomyces calosporus ingår i släktet Talbotiomyces och familjen Entorrhizaceae.   Inga underarter finns listade i Catalogue of Life.